# Мушкатни орашчић
Мушкатни орашчић је Семе или млевени зачин неколико врста рода Myristica. Myristica fragrans (мирисни мушкатни орашчић или прави мушкатни орашчић) је зимзелено дрво тамног лишћа које се узгаја за два зачинa који потичу од воћа: мушкатни орашчић, из семена и мацис, из љуске семена. Такође је комерцијални извор етеричног уља и мушкатног маслаца. Калифорнијски мушкатни орашчић, Torreya californica, има семе сличног изгледа, али није уско повезано са Myristica fragrans и не користи се као зачин. Ако се конзумира у количинама које прелазе уобичајену употребу као зачин, мушкатни прах може изазвати алергијске реакције, изазвати контактни дерматитис или имати психоактивне ефекте. Иако се користи у традиционалној медицини за лечење разних поремећаја, мушкатни орашчић нема познату лековиту вредност.

## Заједнички мушкатни орашчић
Мушкатни орах је зачин произведен млевењем семена мирисног стабла мушкатног орашчића (Myristica fragrans) у прах. Зачин има осећајан љут мирис и топао благо слатки укус; користи се за укус многих врста пецива, слаткиша, пудинга, кромпира, меса, кобасица, сосева...
Семе се постепено суши на сунцу у периоду од шест до осам недеља. Током тог времена мушкатни орах се скупља од тврдог семенског премаза док зрна не звецкају у својим шкољкама када се протресу. Шкољка се затим разбије дрвеном палицом и избацују се плодови. Осушени плодови су сивкасто смеђи овали са браздастим површинама. Плодови су груби у облику јајета, дуги су око 20,5–30 мм и широки 15–18 мм, теже 5–10 г.
Две друге врсте рода Миристица са различитим укусима, M. malabarica и M. argentea, понекад се употребљавају за разређивање мушкатног орашчића као зачина.

## Мацис
Мацис је зачин од црвенкасте семенске љуске (aril) семена мушкатног орашчића. Други назив за овај зачин је мушкатни цвет. Његов укус је сличан мушкатном орашчићу, али је деликатнији; користи се за укус пецива, меса, рибе, поврћа и конзервирања.
Да би се мацис произвео, љуска тамноцрвене боје се уклања из семена мушкатног орашчића која се потом изравнава, суши се 10 до 14 дана. Њена боја се мења у бледо жуту, наранџасту или беж. Крајњи производ су суви, пљоснати парчићи коре дуги око 40мм.

## Ботаника и култивација
Најважнија комерцијална врста је заједнички, истински или мирисни мушкатни орашчић, Myristica fragrans (Myristicaceae), пореклом са молучког острва Банда у Индонезији. Такође се гаји на острву Пенанг у Малезији, на Карибима, посебно у Гренади, и у Керали, држави која је раније била позната као Малабар у древним списима као средиште трговине зачинима, у јужној Индији. У делу Hortus Botanicus Malabaricus, из 17. века, "Hendrik van Rheedе" бележи да су Индијанци научили кориштење мушкатног орашчића од Индонежана кроз древне трговачке руте.
Мушкатни орашасти плодови су дводомне биљке које се сексуално размножавају (семе) и асексуално (резнице или пресађивање). Сексуално размножавање даје 50% мушких садница које су непродуктивне. Пошто не постоји поуздани метод за одређивање пола биљака пре цветања у шестој до осмој години, а сексуална репродукција има недоследне приносе, пресађивање је пожељан начин размножавања. Епикотилско пресађивање (варијација расцјепка уз помоћ садница), приступање пресађивања и пупање пупољка су се показали успешнима, при чему је епикотилно пресађивање најшире прихваћени стандард. Наношење слојева ваздуха је алтернатива, али не и преферирана метода због њене ниске (35–40%) успешности.
Прва жетва стабала мушкатног орашчића одвија се седам до девет година након садње, а стабла постижу пуну производњу након 20 година.

## Кулинарске употребе

### Зачин
Мушкатни орашчић и клинчић имају сличне сензорне особине, а мушкатни орашчић има благо слађи и деликатнији укус. "Мace" се често преферира у лаганим јелима за јарко наранџасту нијансу сличну шафрану. Мушкатни орашчић се користи за додатак ароме многим јелима, а данас се углавном налази у западним супермаркетима у млевеном или ренданом облику. Цели мушкатни орашчић може се и самлети код куће уз помоћ решетке која је посебно дизајнирана за мушкатни орашчић.
У индонезијској кухињи, мушкатни орашчић се користи у разним јелима, углавном у многим зачињеним супама, као што је нека варијанта сото, конро, супа од бобица, "sup iga" (супа од ребара), баксо и "sup kambing". Користи се и у сосу за месна јела, као што су говеђи паприкаш, ребра са парадајзом и европска јела као што су бистик (говеђи бифтек), роладе (ролна од млевеног меса) и бифтек од говеђег језика.
У индијској кухињи, мушкатни орашчић се користи у многим слатким и сланим јелима (претежно у Мугхлаи кухињи). У регији Керала Малабар, рибани мушкатни орашчић се користи у припреми меса и такође се додаје десертима за укус. Може се користити и у мањим количинама у "гарам масала". У Индији се и пуши мушкатни орашчић.
У традиционалној европској кухињи, мушкатни орашчић и буздован се користе нарочито у јелима од кромпира и прерађеним месним производима; Користе се и у супама, чорбама, сосовима и пекарским производима. Такође се обично користи у пудингу од пиринча. У холандској кухињи, мушкатни орашчић се додаје у поврће као што је прокељ, карфиол и пасуљ. Мушкатни орашчић је традиционални састојак у ракији од јабуке, куваном вину и јајима. У Шкотској "мace" и мушкатни орашчић обично су оба састојка у сармицама од овчијих изнутрица. У италијанској кухињи, мушкатни орашчић се користи као део надева за многе регионалне месне куглице попут тортелина, као и за традиционалне куглице од меса. Мушкатни орашчић је уобичајен зачин за питу од бундеве и за рецепте за друге зимске тиквице, као што је скакавац са печеним жиром. На Карибима се мушкатни орашчић често користи у пићима, као што су Bushwacker, Painkiller, and Barbados рум пунч. Типично, то је посипање на врху пића.

## Етерично уље
Етерично уље добијено парном дестилацијом млевеног мушкатног орашчића користи се у парфимеријским и фармацеутским индустријама. У свом чистом облику, миристицин је токсин, а конзумирање прекомерних количина мушкатног орашчића може довести до тровања миристином.
Уље је безбојно или светложуто. Користи се као природна арома хране у пекарским производима, сирупима, пићима и слаткишима. Користи се за замену земљаног мушкатног орашчића, јер не оставља честице у храни. Етерично уље се такође користи у производњи пасти за зубе и сирупа за кашаљ.

## Светска производња
Светска производња мушкатног орашчића процењује се на просечно између 10.000 и 12.000 тона годишње, а годишња светска потражња процењује се на преко 9.000 тона; производња буздована се процењује на 1.500 до 2.000 тона. Индонезија, са уделом на светском тржишту од 75%, и Гренада, са 20%, доминира у производњи и извозу оба производа. Други произвођачи су Индија, Малезија (посебно Пенанг, где дрвеће расте дивље унутар необрађених подручја), Папуа Нова Гвинеја, Шри Ланка и Кариби као што је Св. Винцент. Главна увозна тржишта су Европска заједница, Сједињене Америчке Државе, Јапан и Индија. Сингапур и Холандија су главни извозници.

## Нежељени ефекти
У 19. веку сматрало се да је мушкатни орашчић абортивно средство, што је довело до бројних забележених случајева тровања мушкатним орашчићем. Иако се користи као народни третман за друге болести, мушкатни орашчић нема доказану медицинску вредност. У количинама које прелазе уобичајену употребу као зачин, мушкатни орашчић може да ступи у интеракцију са анксиолитичким лековима, да изазове алергијске реакције, контактни дерматитис или акутне епизоде психозе.